# Autsaider Cómics
Autsaider Còmics és una editorial mallorquina, dedicada principalment al còmic alternatiu. Publica autors internacionals inèdits a Espanya de l'underground nord-americà (Kaz i Benjamin Marra), europeu (Mr. Kern, Herr Seele i Kamagurka) o japonès (Yusaku Hanakuma).
D'altra banda, publica autors espanyols de difícil publicació en altres segells estatals: Furillo, Victor Puchalski, Jose Tomás, Le Raúl, Don Rogelio J o Magius.

## Trajectòria editorial
Fundada el 2012 amb la idea de donar a conèixer autors internacionals inèdits en castellà i autors espanyols que bé per les seves temàtiques, formats o estil, no encaixessin en altres editorials.
La seva primera publicació va ser ROJO, una caixa de cartó tampografiada i seriada que contenia 16 minicòmics temàtics relacionats amb aquest color. Reunia autors consagrats del còmic independent amb altres novells, a fi d'aglutinar l'escena alternativa. Va ser la primera d'una sèrie de caixes col·leccionables de numeració cromàtica a la qual van sorgir VERDE, MARRÓN i NEGRO.
La primera obra internacional que va publicar va ser Submundo, de Kaz, de qui avui dia l'editorial ha editat ja set títols.
A més de còmics ha publicat l'LP “Somos Droga” de Cabezafuego i diversos títols de narrativa sota el subsegell ADS (Autsaider División Sesuda).

## Premis
El 2015, Cowboy Henk i Nosotros llegamos primeros, són nominats a millor obra internacional i nacional respectivament al Saló del Còmic de Barcelona.
El mateix any, Furillo, autor de Nosotros llegamos primeros, best seller de l'editorial, s'emporta el premi a la millor obra aragonesa en els V Premis del Còmic Aragonès del Saló del Còmic de Saragossa.
El 2016, Sangre Americana de Benjamin Marra és nominada millor obra d'autor estranger a l'Expocómic de Madrid.
També el 2016 comença a publicar l'obra de Victor Puchalski: Kann & the heavymetalords of war, Enter the Kann i La balada de Jolene Blackcountry. Per aquests dos últims àlbums va ser nominat al premi a l'autor revelació les edicions 2017 i 2018 del Saló del Còmic de Barcelona.
El 2021, Magius és nominat al Permi a la millor obra nacional per Primavera para Madrid al Saló Internacional del Còmic de Barcelona. Seguidament, guanya el Premi Nacional del Còmic.